# Horacio Elizondo
Horacio Marcelo Elizondo, född 4 november 1963 i Quilmes, Argentina, är en argentinsk före detta fotbollsdomare som bland annat dömt i Världsmästerskapet i fotboll 2006. Han blev där den första domare att döma såväl öppningsmatchen som finalen i ett VM.
Matcher i VM 2006 som huvuddomare:
- Tyskland - Costa Rica (gruppspel)
- Tjeckien - Ghana (gruppspel)
- Schweiz - Sydkorea (gruppspel)
- England - Portugal (kvartsfinal) - Fakta om matchen
- Italien - Frankrike (final) - Fakta om matchen